# Lévai András (energetikai mérnök)
Lévai András (Oravicabánya, 1908. december 22. – Budapest, 2003. április 23.) Kossuth- és Széchenyi-díjas magyar energetikai mérnök, gépészmérnök, energiapolitikus, egyetemi tanár, a műszaki tudományok doktora, a Magyar Tudományos Akadémia rendes tagja. A második világháború utáni magyarországi villamosenergia-rendszer – hő-, víz- és atomerőművek, transzformátor állomások és főelosztó hálózatok stb. – műszaki és környezetvédelmi korszerűsítésének, tervezésének és létesítésének, a műegyetemi energetikai oktatás megteremtésének egyik vezéralakja volt. 1962-től 1967-ig Magyarország nehézipari miniszterhelyettese.

## Életútja
A Temesvári Piarista Gimnázium elvégzése után felsőfokú tanulmányait a grazi műszaki főiskolán kezdte meg 1926-ban, végül gépészmérnöki képesítéssel a bécsi műszaki főiskolán fejezte be 1931-ben. 1932-től 1939-ig a Titan–Nădrag–Călan vasművek nándorhegyi telepének üzemmérnöke, építészeti osztályának vezetője, 1939–1940-ben a ploiești-i Astra Română kőolajfinomító gépészeti mérnöke volt. 1940-ben kiutasították Romániából, Magyarországon telepedett le, és 1940-től 1946-ig a csepeli Weiss Manfréd Acél- és Fémművek szerkesztőmérnökeként, majd az üzemgazdasági osztály vezetőjeként dolgozott. 1946-tól 1949-ig a Nehézipari Központ (NIK) alkalmazásában, az energiaosztály vezetőjeként az állami nehézipar energetikai fejlesztését irányította. 1949-től 1950-ig a Nehézgépipari Központ, valamint az általa alapított Erőmű Kazánszerkesztési Iroda, valamint a Kapcsolóberendezéseket Tervező Iroda vezetője volt. 1950-től 1962-ig a közreműködésével alapított Erőmű Tervező Iroda (Erőterv) munkáját irányította vezérigazgatóként. 1962-től 1967-ig Czottner Sándor, majd Lévárdi Ferenc nehézipari miniszterek helyettese volt.
Szakmai pályafutásával párhuzamosan 1953 és 1976 között a Budapesti Műszaki Egyetem (BME) hőerőművi tanszékének alapító tanszékvezető tanára, 1976-tól 1978-as nyugdíjazásáig egyetemi tanára volt, egyidejűleg 1969-től 1972-ig a BME tudományos rektorhelyettesi feladatait is ellátta. 1999-től haláláig a műegyetem professor emeritusa volt.

## Munkássága
Életműve elsősorban a nem kapcsolt energiatermelő rendszerek, erőművek gépészeti, elektrotechnikai, gazdaságossági és környezetvédelmi vonatkozásainak kutatása és gyakorlati alkalmazása terén volt jelentős. Az 1940-es években, a Csepel Művek erőműjének rekonstrukciója során megtervezte az első magyarországi 100 baros nyomású, újrahevítéses széntüzelésű egységekkel működő hőerőművet. Az 1950-es években, az Erőmű Tervező Iroda vezérigazgatójaként a magyarországi széntüzelésű kondenzációs hőerőművek, vízerőművek, nagyfeszültségű transzformátorállomások gépészeti, elektro- és irányítástechnikai korszerűsítésével és tervezésével, építésével, a villamosenergia-hálózat fejlesztésével foglalkozott. Hozzájárult az erőművek technikai megoldásainak korszerűsítéséhez, az erőművi üzem gazdaságosságának növeléséhez (pl. félszabadtéri és szabadtéri transzformátorállomások kialakítása), az erőművek környezeti hatáselemzésének bevezetéséhez. Kutatta az új energiaforrásokat, az 1950-es évek közepétől behatóan tanulmányozta az atomerőművek telepítésének műszaki, gazdasági, üzembiztonsági és környezetvédelmi vonatkozásait. Miniszterhelyettesként ő hozta tető alá a paksi atomerőmű létesítéséről szóló magyar–szovjet államközi szerződést. Emellett foglalkozott a megújuló energiaforrások, például a napenergia hasznosításának lehetőségeivel is.
Heller Lászlóval együtt megvetették az átfogó energetikai egyetemi oktatás alapjait, személyesen irányította a Budapesti Műszaki Egyetem tanreaktorának létesítését (1971). Könyvei és egyetemi jegyzetei mellett megjelent tanulmányainak száma meghaladja a százötvenet.

### Szervezeti tagságai és elismerései
1962-ben a Magyar Tudományos Akadémia levelező, 1973-ban rendes tagjává választották. 1970-től 1973-ig az MTA VI. Műszaki Tudományok Osztályának elnökhelyettese, 1973-tól 1976-ig elnöke volt, emellett elnökölte az energetikai, az áramlás- és hőtechnikai bizottságok munkáját is. Az Energia Világtanács (WEC) magyar nemzeti bizottsága, az Energiagazdálkodási Tudományos Egyesület és a Magyar Nukleáris Társaság tiszteletbeli elnöke volt.
A magyarországi nehézipari vállalatok energiagazdálkodásának racionalizálásáért 1949-ben megkapta a Kossuth-díj ezüst fokozatát; az energetika, az energiarendszerek fejlesztése területén kifejtett életművéért 1993-ban Széchenyi-díjat kapott. Tudományos eredményei elismeréseként 1964-ben Szikla Géza-díjat, 1991-ben Osztrovszki György-emlékplakettet, 1992-ben pedig Szilárd Leó-díjat vehetett át. Díszdoktorává avatta a Budapesti Műszaki Egyetem és a Moszkvai Energetikai Intézet (1975). Emellett díjazottja volt a Magyar Köztársasági Érdemérem (1948) és a Magyar Népköztársasági Érdemérem arany fokozatának (1950), a Szocialista Munkáért érdeméremnek (1957), a Munka Érdemrend arany fokozatának (1968), a Szocialista Magyarországért érdemrendnek (1978) és a Magyar Népköztársaság Csillagrendjének (1988).

### Főbb művei
- Gazdaságossági kérdések egységes megítélésének szempontjai erőművek tervezésénél. Budapest: Mérnöki Továbbképző Intézet. 1951.
- Hőerőművek I–II. Budapest: Jegyzetsokszorosító. 1951.
- Atomerőművek. Budapest: Felsőoktatási Jegyzetellátó. 1956.
- Elméleti reaktortechnika I–III. Budapest: Budapesti Műszaki Egyetem. 1960–1963.
- Hőerőművek. Budapest: Budapesti Műszaki Egyetem. 1961.
- Reaktorszerkezetek. Budapest: Országos Atomenergia Bizottság. 1961.
- Atomtechnika I–IV. Budapest: Tankönyvkiadó. 1964.
- Maschinentechnische Einrichtungen der Wärmekraftwerke I–II. Leipzig: Verlag für Grundstoffindustrie. 1966–1968.